# Carl Pahlin
Carl Pahlin (28 janvier 1915 - janvier 2010) est un fondeur suédois.

## Championnats du monde
- Championnats du monde de ski nordique 1939 à Zakopane 
  -  Médaille d'argent en relais 4 × 10 km.
  -  Médaille de bronze sur 18 km.